# Delfino di Bordeaux
Delfino (metà del IV secolo – 24 dicembre 401/403) fu vescovo di Bordeaux.

## Agiografia
Poco si sa della sua vita. Nominato vescovo di Bordeaux sotto il regno di Teodosio come successore del vescovo Orientale, Delfino si adoperò per l'evangelizzazione della diocesi di Bordeaux e l'affermazione della dottrina cattolica. Partecipò al Concilio di Saragozza del 380, nel quale furono condannate le dottrine del Priscillianesimo, e convocò un concilio a Bordeaux nel 384, sempre contro Priscilliano e i suoi seguaci (tra i quali Instanzio, che fu deposto dall'episcopato).
Delfino ha ordinato sant'Amando, che sarebbe stato il suo successore, che ha battezzato nel 388 Paolino che in seguito diventò vescovo di Nola. Si conservano ancora cinque lettere di Paolino di Nola, scritte dal 393 al 401, indirizzate a Delfino dove questi è definito "padre e maestro". La sua fama si estendeva oltre i confini della sua diocesi; fu amico di Febadio di Agen, che difese la fede cattolica durante la crisi ariana, ed ebbe corrispondenza regolare con Ambrogio di Milano.
Morì il 24 dicembre di un anno compreso tra il 401 e il 403.
Le testimonianze sulla vita di Delfino ci sono giunte dalla Cronaca di Sulpizio Severo, dalle lettere di Paolino di Nola, da un biglietto di Ambrogio di Milano e dall'Epitoma Chronicon di Prospero di Aquitania.

## Culto
Secondo il Martirologio Romano, il giorno dedicato al santo è il 24 dicembre:
(Martirologio Romano)
Nella diocesi di Bordeaux è attualmente onorato il 30 dicembre.